# Municipio de Trinidad Zaáchila
El municipio de Trinidad Zaáchila es un municipio de 3,419 habitantes situado en el Distrito de Zaachila Oaxaca, México.
Colinda la norte con Villa de Zaachila y al sur con la Ciénaga Zimatlán.

## Demografía
En el municipio habitan 3,419 personas, 53% son mujeres y 47% son hombres; 1.4% del total hablan una lengua indígena.
En 2015, 47.3% de la población del municipio se encontraba en situación de pobreza moderada y 22% en situación de pobreza extrema.

## Organización
En el municipio se encuentran las siguientes localidades, con datos demográficos de 2010.
| Localidad             | Población (2010) |
| --------------------- | ---------------- |
| Trinidad Zaáchila     | 405              |
| Barrio La Guadalupe   | 350              |
| San Miguel Tlanichico | 267              |
| Santa María Roaló     | 254              |